# پیتر دو کارپنسیه
پیتر دو کارپنسیه (انگلیسی: Pieter de Carpentier; ۱۹ فوریهٔ ۱۵۸۶ – ۵ سپتامبر ۱۶۵۹) فرماندار کل هند شرقی هلند و سیاست‌مدار اهل هلند بود.از سال 1623 تا 1627 به عنوان فرماندار کل در هند شرقی هلند مشغول به کار بود. خلیج کارپنتاریا در شمال استرالیا به نام وی نامگذاری شده است.پیتر دو کارپنتیه در سال 1586 ، اندکی پس از سقوط این شهر به دست اسپانیایی ها در آنتورپ به دنیا آمد. وی از سال 1603 در لیدن در رشته فلسفه تحصیل کرد. در سال 1616 با کشتی
به اندونزی رفت. وی در آنجا چندین وظیفه داشت ، از جمله مدیر کل تجارت ، عضو شورای هند و عضو شورای دفاع. وی از اول فوریه 1623 تا 30 سپتامبر 1627 پنجمین فرماندار کل هند شرقی هلند بود. وی در فتح جاکارتا شرکت کرد و به ساختن شهر باتاویا کمک کرد. او کارهای زیادی را برای این شهر انجام داد ، از جمله تأسیس مدرسه ، تالار شهر و اولین پرورشگاه. وی همچنین طرح کلیساهای شهر را طراحی کرد.دی کارپنتیه در اکتبر 1629 به عضویت هیئت مدیره شرکت هند شرقی هلند (VOC) درآمد. عموی مادری وی ، لوئیس دلبیک ، یکی از بنیانگذاران شرکت هند شرقی هلند(VOC) بود.پیتر دو کارپنتیه در تاریخ 2 مارس 1630 با ماریا راولت در میدلبورگ ازدواج کرد. همسرش در سپتامبر 1641 درگذشت و در وسترکرک در آمستردام به خاک سپرده شد. دی کارپنتیه در 5 سپتامبر 1659 در آمستردام درگذشت و همچنین در وسترکرک دفن شد. آنها هفت فرزند داشتند.